# Canis lupus rufus
Il lupo rosso (Canis lupus rufus Audubon & Bachman, 1851 o Canis rufus

), detto anche lupo della Florida o lupo della valle del Mississippi è un canide lupino a tassonomia controversa, indigeno degli Stati Uniti d'America orientali. È morfologicamente intermedio tra il coyote e gli altri lupi nordamericani come il lupo nordoccidentale, e di colore fulvo rossiccio. È una specie protetta al livello federale, ed è considerato dall' IUCN, fin dal 1996, una specie in pericolo critico.
È probabile che la specie fosse il primo lupo del nuovo mondo incontrato dai coloni europei, inizialmente distribuito in tutti gli stati orientali degli Stati Uniti, dall'oceano atlantico al Texas centrale, a nord dalla valle dell'Ohio, nella Pennsylvania settentrionale, a New York, e a sud fino al Golfo del Messico. Una campagna di persecuzione e distruzione ambientale, durata fino a metà del ventesimo secolo, spinse il lupo rosso all'orlo dell'estinzione. Nei tardi anni sessanta, la popolazione si ridusse a pochi esemplari presenti lungo la Costa del Golfo di Louisiana e al Texas orientale. Quattordici esemplari furono scelti per un programma di allevamento attivato dal Point Defiance Zoo and Aquarium, durato dal 1974 fino al 1980. Nel 1978, dopo una rilocalizzazione sperimentale avvenuta con successo su Bulls Island presso la costa del Sud Carolina, per poter procedere alla sua reintroduzione, il lupo rosso fu formalmente dichiarato una specie estinta in natura. Nel 1987, degli esemplari furono introdotti presso l'Alligator River National Wildlife Refuge situato nella Penisola di Albemarle-Pamlico della Carolina del Nord, con un'ulteriore introduzione avvenuta due anni dopo nel Parco nazionale delle Great Smoky Mountains. Dai 63 esemplari liberati tra il 1987 e il 1994, la popolazione di lupi rossi aumentò fino a 100-120 esemplari nel 2012, ma decrementò a 50-75 nel 2015.
Inizialmente classificato come una specie distinta a base della sua morfologia, lo stato tassonomico della specie è diventato controverso con l'ascesa della biologia molecolare, con diversi studiosi che hanno ritenuto si tratti di una specie a parte, e altri che invece propongono la presenza di un ibrido tra il lupo grigio e coyote, con quest'ultima ipotesi venendo confermata negli anni 2010 da ripetuti sequenziamenti dell'intero genoma.

## Descrizione e comportamento

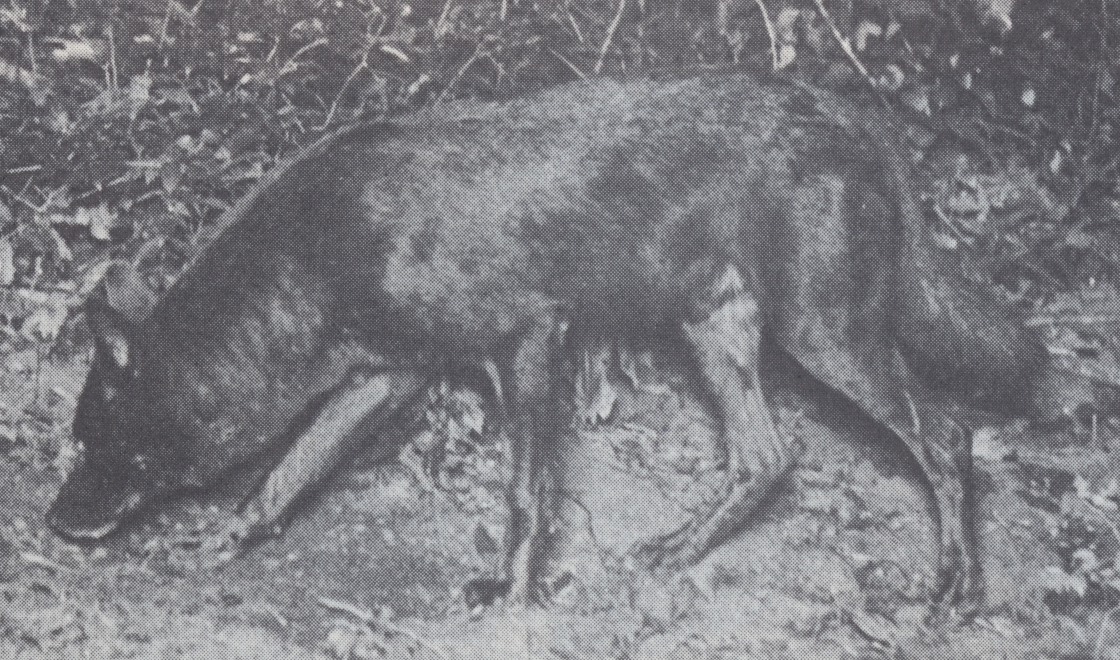
Esemplare melanico, fotografato nel 1935 in Louisiana, dove la specie è estinta

Il lupo rosso è generalmente intermedio in grandezza tra il coyote e il lupo nordoccidentale, sebbene certi esemplari siano in grado di raggiungere la taglia di un piccolo esemplare di quest'ultimo. Gli adulti misurano da 136 a 170 cm in lunghezza e pesano dai 19 ai 41 chili. Il suo mantello è più rossiccio e ruvido di quello del coyote e del lupo nordoccidentale, ma sono stati individuati anche esemplari melanici. Il pelo è generalmente fulvo-grigio, con segni chiari intorno agli occhi e alle labbra. Simile al lupo orientale, certi autori hanno paragonato la corporatura del lupo rosso a quella di un levriero, grazie agli arti lunghi e snelli. Le orecchie sono proporzionalmente più grandi di quelle del coyote e del lupo nordoccidentale. Il cranio è tipicamente snello, con un rostro lungo, un neurocranio piccolo e una cresta sagittale ben sviluppata.
Il lupo rosso è più socievole del coyote, ma meno degli altri lupi nordamericani. Si accoppia tra gennaio e febbraio, partorendo circa 6-7 cuccioli tra marzo, aprile e maggio. È una specie monogama, ed entrambi i genitori si prendono cura della prole. Le tane sono costruite nei tronchi cavi, lungo le rive dei fiumi e nelle tane abbandonate da altri animali. All'età di sei settimane, i cuccioli si allontanano dalla tana, e raggiungono le dimensioni adulte dopo un anno, e alla maturità sessuale all'età di due anni.
Prima della sua estinzione in natura, la dieta del lupo rosso consisteva di nutrie, conigli e roditori. In contrasto, i lupi rossi nelle popolazioni reintrodotte si cibano di cervi della Virginia, procioni, nutrie e conigli. Il suo latrato è stato descritto ripetutamente come un miscuglio di ululati lupini e latrati da coyote. Il lupo rosso è più aggressivo del lupo nordoccidentale e del coyote, e, quando intrappolato, spesso attacca, ringhiando e ululando. I coyote in circostanze simili tendono solo ad ululare, mentre gli altri lupi nordamericani sono più sottomessi. Il linguaggio del corpo è aggressivo, e ricorda più quello del lupo nordoccidentale che del coyote, mostrando i denti a bocca chiusa e alzando sia i peli del collo che della schiena, mentre i coyote spalancano le fauci e inarcano la schiena.

## Tassonomia
La specie fu prima descritta nel 1791 da William Bartram, come un animale indigeno della Florida, più piccolo e scuro dei lupi di Canada e Pennsylvania. Nel 1851, John James Audubon lo descrisse in dettaglio per la prima volta, rappresentandolo come una sottospecie di lupo grigio (Canis lupus rufus) con tratti da volpe, ma mantenendo la disposizione "infida, codarda, ma feroce" degli altri lupi. Fu classificato come una specie distinta da Edward Alphonso Goldman nel 1937 dopo un attento studio di numerosi teschi, notando che il cranio e la dentatura del lupo rosso fosse diversa da quella del lupo grigio, con tratti in comune con il coyote.

### Controversia
La tassonomia del lupo rosso è stata dibattuta anche prima dei tentativi di salvarlo dall'estinzione nel 1973. Diversi studi morfologici condotti nei tardi anni sessanta e all'inizio degli anni settanta conclusero che il lupo rosso fosse una specie distinta. Nel 1971, uno studio condotto sui cervelli dei canidi confermò il lupo rosso fosse un canide abbastanza distinto da classificarlo come specie a parte. Questo fu confermato nel 1980 con la scoperta d'un allele distinto nella specie. Nel 1992, la United States Fish and Wildlife Service, dopo una revisione di numerosi studi, concluse ambiguamente che il lupo rosso potrebbe sì essere una specie a parte oppure una sottospecie di lupo grigio.
Il dibattito venne riacceso con l'avvento della biologia molecolare. Nel 2000, studi condotti sulle impronte genetiche nei microsatelliti dei lupi orientali presenti nel Parco Provinciale di Algonquin rivelarono somiglianze significanti tra i lupi orientali e il lupo rosso, giungendo alla conclusione che i due fossero della stessa specie. Fu proposto che i due canidi si fossero evoluti indipendentemente dal lupo grigio, e che si divisero dal coyote tra 150.000 e 300.000 anni fa. Questa conclusione non venne universalmente accettata, e la MSW3, nel 2005, li classificò entrambi come sottospecie di lupo grigio.
Nel 2011, un'analisi di 48,000 polimorfismi a singolo nucleotide di cani e lupi nordamericani suggerì che entrambi il lupo rosso e il lupo orientale fossero ibridi tra lupi grigi e coyote, con il lupo rosso principalmente di origine nel coyote, con solo il 20-24% del suo genoma risalente al lupo grigio. Questa analisi fu criticata, siccome gli esemplari di lupo rosso utilizzati nell'analisi furono confermati sia essere ibridi di recente ancestralità coyote, che al fatto che i lupi grigi non si accoppiano volentieri con i coyote. Un ulteriore studio sul cromosoma Y sui lupi rossi, grigi e orientali effettuato l'anno successivo, confermò l'ipotesi, che sia il lupo rosso e che il lupo orientale fossero specie distinte, ma concesse che i due potessero volentieri accoppiarsi con i coyote. Fu proposto che i lupi rossi e orientali con strutture sociali intatte sono meno disposti ad incrociarsi con i coyote. Nel 2014, la controversia sullo stato tassonomico del lupo rosso venne sintetizzata su una rivista comprensiva degli studi condotti nel 2011 e nel 2012. La sintesi concluse che i lupi rossi e orientali sono specie distinte dal lupo grigio. Questa non fu accettata come definitiva dall'United States Fish & Wildlife Service.
Nel 2016 e nel 2018, dei sequenziamenti dell'intero genoma del lupo grigio e del coyote rivelarono che le due specie si sono diversificate solo tra 117,000 e 6,000 anni fa, e che tutti i lupi nordamericani possiedono geni risalenti ai coyote. Entrambi il lupo rosso e il lupo orientale furono trovati possedere la quantità massima di geni di coyote fra i lupi nordamericani, soprattutto il primo, il cui 60% del DNA è risalente al coyote e 40% al lupo grigio.

## Distribuzione e habitat

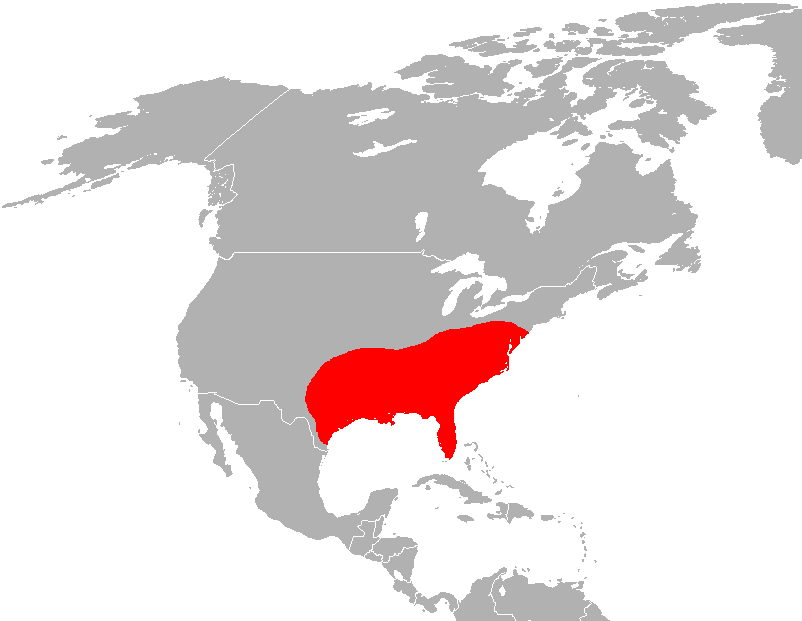
Areale storico del lupo rosso

Si riconosce che l'areale storico originario del lupo rosso si estendesse in tutti gli Stati Uniti orientali, dalle coste atlantiche e del Golfo, a nord, fino nella valle dell'Ohio e della Pennsylvania, e ad ovest fino al Texas centrale e il Missouri sudorientale. Ricerche condotte su esemplari fossili indicano che il suo habitat si estendesse anche a sud del fiume San Lorenzo in Canada, lungo la costa orientale, e ad ovest fino a Missouri ed Illinois, fino alle latitudini meridionali del Texas centrale.
In virtù del suo vasto areale storico, il lupo rosso probabilmente non era limitato a popolare un solo habitat. L'ultima popolazione presente allo stato selvaggio occupava praterie, acquitrini costali, paludi, e i campi assegnati alla coltivazione di riso e cotone, sebbene è probabile che questo areale non rappresenti l'habitat ideale della specie. Vi sono prove che la specie è numerosa nelle zone degli Stati Uniti orientali una volta caratterizzati dalla presenza di pianure alluvionali, lungo le foreste e le paludi. Gli esemplari reintrodotti nella Carolina del Nord hanno utilizzato vari habitat, dalle terre agricole ad ambienti forestali/alluvionali misti. Ciò indica che il lupo rosso è un "generalista ambientale" in grado di prosperare in diversi habitat, a condizione che non venga perseguitato dall'uomo.

## Conservazione

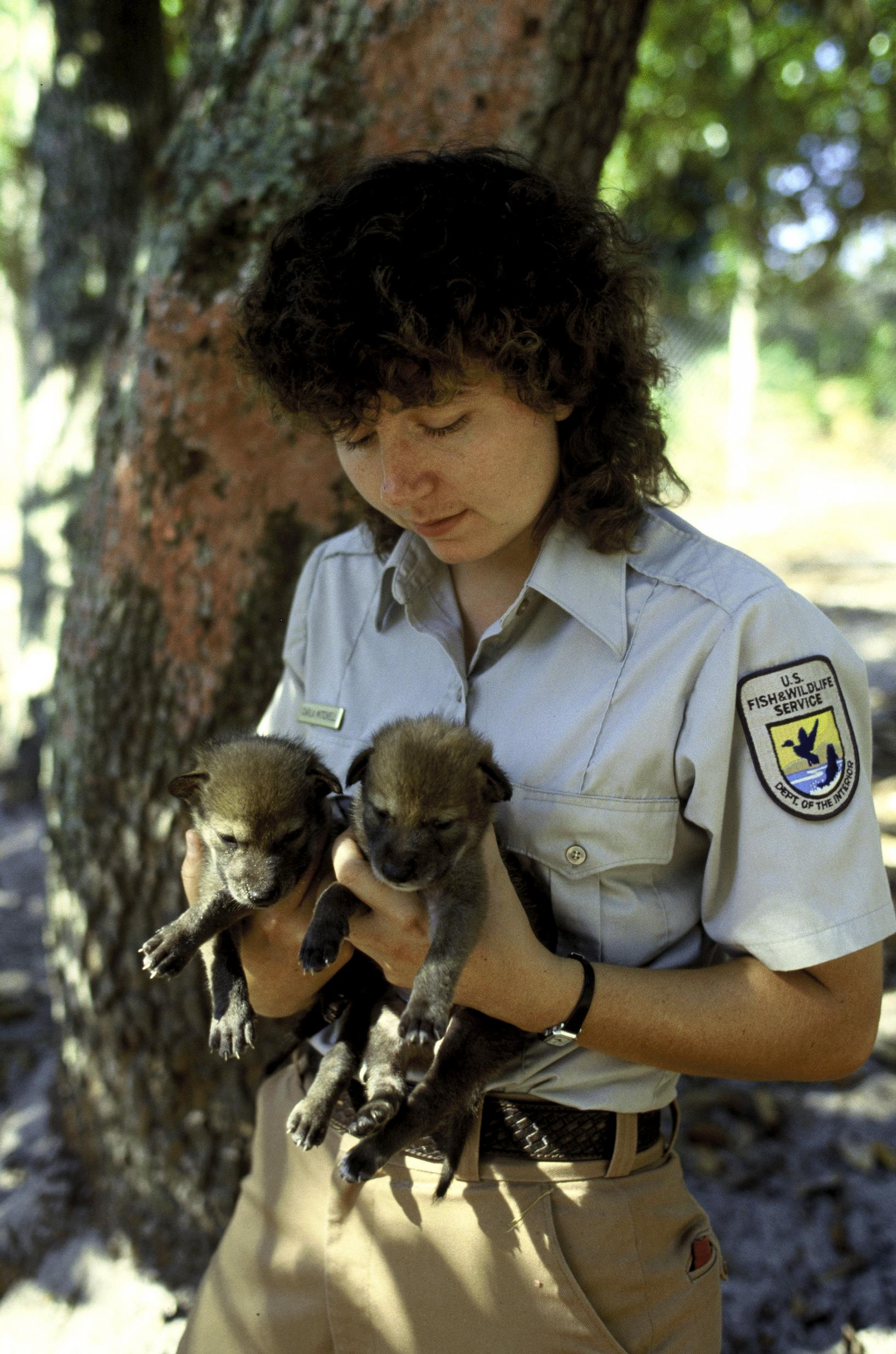
Un membro dello United States Fish and Wildlife Service (USFWS) con due cuccioli di lupo rosso

Nel 1967 il lupo rosso venne dichiarato specie a rischio. Nel 1973 venne pertanto attivato un programma per la conservazione della specie con l'approvazione della Endangered Species Act. Un censimento eseguito, sia nel Texas che in Louisiana confermò la rarità della specie, con un probabile rischio di inquinamento genetico con i coyote, a quel tempo molto più comuni. Un progetto di allevamento in cattività fu realizzato presso il Point Defiance Zoological Gardens in Tacoma, Washington. Tra il 1973 e il 1980, la United States Fish and Wildlife Service (USFWS) catturò 400 canidi, inviandone all'impianto di allevamento, 43, identificati come lupi rossi. Di questi 43, solo 14 vennero scelti come compatibili al progetto di allevamento, in quanto tutti gli altri furono identificati essere frutto di incroci con coyote.

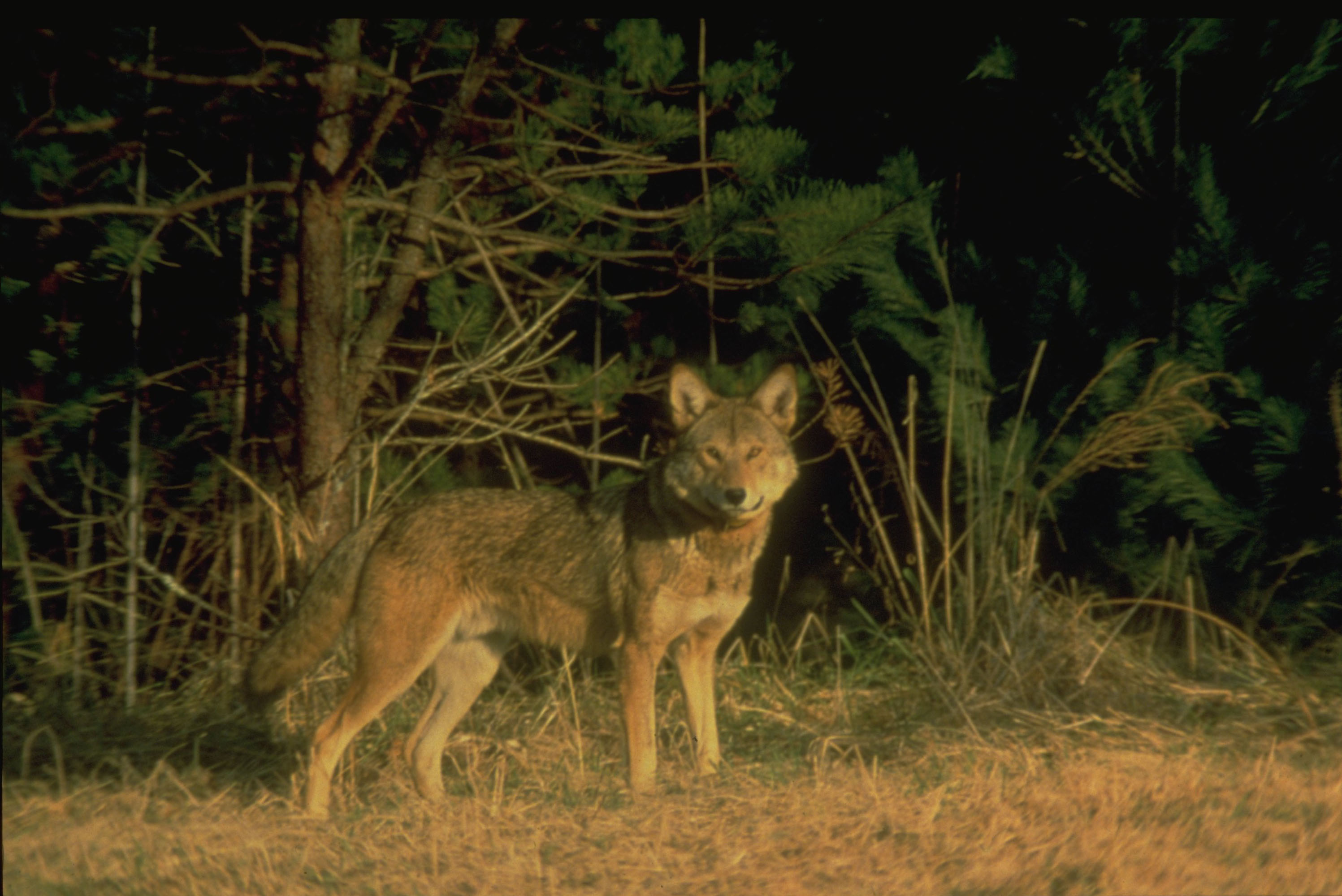
Esemplare maschio della popolazione usata nel progetto scartato di reintrodurre la specie al Parco nazionale delle Great Smoky Mountains

Tra il 1976 e il 1977, per determinare se gli esemplari catturati fossero in grado di sopravvivere allo stato selvatico, la USFWS liberò due gruppi di lupo rosso su Bulls Island, una zona gestita dal Cape Romain National Wildlife Refuge nella Carolina del Sud, vasto 5.000 acri, pari a 20,23 Km². Il successo di questo esperimento incoraggiò la USFWS a scegliere, come luogo di permanente reintroduzione l'Alligator River National Wildlife Refuge (ARNWR) situato nella Carolina Nord nordoccidentale, ritenuto un habitat ideale, in virtù della presenza di abbondanza di prede, di pochi esseri umani e coyote. Prima di proseguire, la USFWS convinse il Congresso a modificare l'Endangered Species Act in modo che i lupi reintrodotti fossero definiti come "sperimentali/non-essenziali", consentendo così maggior flessibilità al progetto, e incoraggiando i proprietari privati situati nelle zone di reintroduzione a cooperare di più, permettendoli di continuare a cacciare nel luogo e di abbattere lupi in autodifesa.
Nell'ottobre 1987 iniziò il trasferimento dei lupi rossi nell'ARNWR, trasferimento che si concluse nel dicembre 1994. Complessivamente vennero rilasciati 63 esemplari nel corso di 76 sessioni. Nel 1989, un ulteriore trasferimento ebbe luogo nel Parco nazionale delle Great Smoky Mountains (GSMNP). In entrambi i luoghi, la popolazione di lupi rossi aumentò, e, nel 1992 venne decisa un'ulteriore reintroduzione nel Pocosin Lakes National Wildlife Refuge, non lontano da Alligator River National Wildlife Refuge. Nel 1998 però, il progetto nel GSMNP fu scartato, sia causa dell'incapacità dei lupi di stabilire la loro presenza nei territori posti all'interno dei confini del parco che dell'elevata mortalità delle cucciolate. Nel frattempo, l'ARNWR venne infiltrata da coyote, spingendo, nel 1999, la USFWS a iniziare una campagna di sterilizzazione dei coyote della zona. Nel 2007, fu censito che la popolazione intera di lupi rossi consisteva in 300 esemplari, di cui 207 ancora in cattività.
Nel 2012, il Southern Environmental Law Center fece causa al North Carolina Wildlife Resources Commission (NCWRC) per aver minacciato, con la legalizzazione della caccia notturna al coyote, l'esistenza del lupo rosso nella zona di recupero. Nel 2014, la caccia notturna nella zona fu proibita, e fu reso obbligatorio ai cacciatore il possesso di una patente con l'autorizzazione di cacciare i coyote, con il conseguente rapporto di ogni abbattimento. In risposta, la NCWRC adottò una risoluzione chiedendo al USFWS di togliere tutti i lupi dalle terre private, terminare il progetto di recupero, e dichiarare la specie estinta allo stato naturale, affermando che, fra altri motivi, l'inquinamento genetico con i coyote e la preponderanza di terreni privati usati nella zona di recupero rendevano il progetto inconsistente con gli scopi della Endangered Species Act. Ciò avvenne dopo un resoconto del progetto pubblicato nel 2014 dal Wildlife Management Institute affermando che, nonostante i suoi successi, il programma di recupero del lupo rosso doveva aggiornare la sua strategia nell'impedire gli incroci con i coyote e migliorare le sue relazioni pubbliche. Successivamente, la USFWS cessò il suo progetto di sterilizzazione di coyote e smise di liberare lupi nati in cattività nella zona di recupero. Un anno dopo, la popolazione selvatica decrementò da 100-115 esemplari a 50-65.